# Paul Davis (regatista)
Paul Martin Davis (Toronto, Canadá, 10 de febrero de 1958) es un deportista canadiense que compitió por Noruega en vela en la clase Soling.
Participó en dos Juegos Olímpicos de Verano, en los años 1996 y 2000, obteniendo una medalla de bronce en Sídney 2000, en la clase Soling (junto con Herman Johannessen y Espen Stokkeland).
Ganó cinco medallas en el Campeonato Mundial de Soling entre los años 2002 y 2013, y dos medallas en el Campeonato Europeo de Soling, plata en 1995 y bronce en 1997.

## Palmarés internacional
| \| Representando a Noruega \| \| \| \| \| Juegos Olímpicos \| \| \| \| \| Año \| Lugar \| Medalla \| Clase \| \| 2000 \| Sídney (Australia) \| Medalla de bronce \| Soling \| \| Campeonato Europeo \| \| \| \| \| Año \| Lugar \| Medalla \| Clase \| \| 1995 \| Marstrand (Suecia) \| Medalla de plata \| Soling \| \| 1997 \| Troon (Reino Unido) \| Medalla de bronce \| Soling \| \| Representando a Canadá \| \| \| \| \| Campeonato Mundial \| \| \| \| \| Año \| Lugar \| Medalla \| Clase \| \| 2002 \| Marblehead (Estados Unidos) \| Medalla de oro \| Soling \| \| 2009 \| Toronto (Canadá) \| Medalla de oro \| Soling \| \| 2011 \| Prien am Chiemsee (Alemania) \| Medalla de oro \| Soling \| \| 2012 \| Milwaukee (Estados Unidos) \| Medalla de oro \| Soling \| \| 2013 \| Balatonfüred (Hungría) \| Medalla de plata \| Soling \| |                              |                   |        |
| Representando a Noruega |                              |                   |        |
| Juegos Olímpicos |                              |                   |        |
| Año | Lugar                        | Medalla           | Clase  |
| 2000 | Sídney (Australia)           | Medalla de bronce | Soling |
| Campeonato Europeo |                              |                   |        |
| Año | Lugar                        | Medalla           | Clase  |
| 1995 | Marstrand (Suecia)           | Medalla de plata  | Soling |
| 1997 | Troon (Reino Unido)          | Medalla de bronce | Soling |
| Representando a Canadá |                              |                   |        |
| Campeonato Mundial |                              |                   |        |
| Año | Lugar                        | Medalla           | Clase  |
| 2002 | Marblehead (Estados Unidos)  | Medalla de oro    | Soling |
| 2009 | Toronto (Canadá)             | Medalla de oro    | Soling |
| 2011 | Prien am Chiemsee (Alemania) | Medalla de oro    | Soling |
| 2012 | Milwaukee (Estados Unidos)   | Medalla de oro    | Soling |
| 2013 | Balatonfüred (Hungría)       | Medalla de plata  | Soling |